# Centrolene condor
Espèce
Statut de conservation UICN

 DD  : Données insuffisantes
Centrolene condor est une espèce d'amphibiens de la famille des Centrolenidae.

## Répartition
Cette espèce est endémique du département de Zamora-Chinchipe en Équateur. Elle se rencontre de 1 750 à 1 850 m d'altitude sur le versant Ouest de la cordillère du Condor.

## Description
Le mâle holotype mesure 27,6 mm.

## Étymologie
Son nom d'espèce lui a été donné en référence au lieu de sa découverte, la cordillère du Condor.

## Publication originale
- Cisneros-Heredia & Morales-Mite, 2008 : A new species of glassfrog from the elfin forests of the Cordillera del Cóndor, southeastern Ecuador. Herpetozoa, vol. 21, p. 49-56 (texte intégral).